# Астероїд типу O
Спектральний клас O — це досить рідкісний клас астероїдів з незвичайними спектральними характеристиками. Спектр астероїдів цього класу має глибоку лінію поглинання на довжині хвилі 0,75 мкм і близький до спектра хондритних метеоритів. Найбільш типовим представником цього класу є астероїд (3628) Божнемцова.